# 卡皮峰
45°52′10″N 10°49′43″E / 45.869511°N 10.828579°E

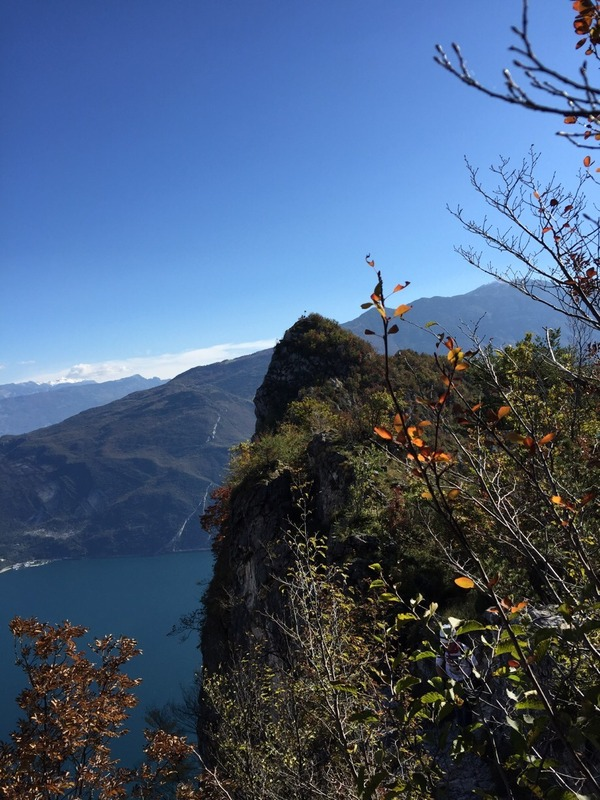

卡皮峰（義大利語：Cima Capi），是意大利的山峰，位於該國東北部，由特倫托自治省負責管轄，屬於加達山脈的一部分，處於羅卡峰東南面，海拔高度909米。